# Янош Адер
Я́нош А́дер (9 травня 1959 , Чорна, Дьєр-Мошон-Шопрон ) — угорський політик і юрист, колишній голова угорського парламенту, депутат Європарламенту, президент Угорщини з 10 травня 2012 до 9 травня 2022 року.

## Біографія
1983 року здобув ступінь доктора юридичного факультету Будапештського університету імені Етвеша Лоранда. 1986—1990 роках був науковим співробітником Інституту соціології Угорської академії наук (Magyar Tudományos Akadémia).
1988 року вступив до лав Союзу молодих демократів, на базі якого створено партію Фідес. Був головою Національної ради, віцепрезидентом Фідес. У 1990—2009 роках був депутатом парламенту Угорщини, у 1998—2002 був спікером парламенту, з 2006 — віцеспікером. У 2009—2012 роках — депутат Європарламенту.
2 травня 2012 обраний президентом Угорщини; обійняв посаду 10 травня 2012.

## Нагороди
- Орден князя Ярослава Мудрого I ст. (Україна, 23 серпня 2021) — за визначний особистий внесок у зміцнення українсько-угорського міждержавного співробітництва, підтримку незалежності та територіальної цілісності України[5]

## Родина
Одружений, має чотирьох дітей. Дружина — суддя.